# Route nationale 12 (Italie)
Pour les articles homonymes, voir Route nationale 12.
La route nationale 12 (SS 12, Strada statale 12 ou Strada statale dell'Abetone e del Brennero) est une route nationale d'Italie, elle relie le col du Brenner sur la frontière autrichienne à Pise sur une longueur de 523,6 km.

## Parcours

Parcours de la SS 12.

La route nationale 12 est inaugurée en  1928 avec le parcours suivant : Pise - Lucques - Bagni di Lucca - San Marcello Pistoiese - Passo dell'Abetone - Pievepelago - Modène - Poggio Rusco - Nogara - Vérone - Ala - Rovereto - Trente - Lavis - San Michele - Bolzano - Bressanone - Vipiteno - Brennero (frontière Autriche-Italie).